# Едуард Бруннер
Едуард Бруннер (нім. Eduard Brunner; 8 грудня 1918, Мюнхен — 13 травня 2006, Мюнхен) — німецький офіцер, майор вермахту (1 вересня 1944), оберстлейтенант бундесверу. Кавалер Лицарського хреста Залізного хреста з дубовим листям.

## Біографія
1 жовтня 1938 року вступив у 62-й піхотний полк. Учасник Польської і Французької кампаній, під час останньої — командир взводу. З червня 1941 року брав участь у Німецько-радянській війні. З 1942 року — командир 2-ї роти, з осені 1943 року — 1-го батальйону свого полку. Відзначився у боях в районі Прип'яті, а згодом — під час оборонних боїв на Сході. В 1960 році вступив в бундесвер. 31 березня 1975 року вийшов у відставку.

## Нагороди
- Залізний хрест
  - 2-го класу (29 листопада 1939)
  - 1-го класу (22 липня 1940)
- Штурмовий піхотний знак в сріблі (7 жовтня 1940)
- Нагрудний знак «За поранення»
  - в чорному (22 січня 1942)
  - в сріблі (8 листопада 1944)
- Медаль «За зимову кампанію на Сході 1941/42» (1 серпня 1942)
- Німецький хрест в золоті (24 березня 1943)
- Нагрудний знак ближнього бою
  - в бронзі (3 лютого 1944)
  - в сріблі
- Лицарський хрест Залізного хреста з дубовим листям
  - лицарський хрест (27 червня 1944)
  - дубове листя (№638; 28 жовтня 1944)